# Nicola Bombacci
Nicola Bombacci, dit Nicolò Bombacci ou Nicolino Bombacci (né le 24 octobre 1879 à Civitella di Romagna et mort le 28 avril 1945 à Dongo) est un homme politique italien de la première moitié du XXe siècle.
Dirigeant socialiste pendant la Première Guerre mondiale et dans l'immédiat après-guerre, Nicola Bombacci est en 1921 l'un des fondateurs du Parti communiste d'Italie. Resté en Italie après la nomination de Mussolini à la présidence du conseil, il cherche, dans la décennie 1930, alors qu'il est directeur de la revue La Verità, à se rapprocher du fascisme. Il participe à la République sociale italienne et est fusillé en même temps que Benito Mussolini en avril 1945.

## Biographie

### Les années socialistes (1879 – 1920)
Originaire de Civitella di Romagna, dans le sud de la province de Forlì, Nicola Bombacci fréquenta d'abord quelques années le séminaire, avant de devenir ensuite instituteur. Il s'engagea dans le mouvement syndical et fut actif, pendant toute la première décennie du XXe siècle et au-delà, entre les villes de Crema, Plaisance et Cesena, et sut en 1911 se faire élire membre du Conseil national de la Confederazione Generale del Lavoro (CGL).
Sa carrière politique prit véritablement son essor pendant la Première Guerre mondiale à Modène, où il s'érigea en chef incontesté du socialisme local, à telle enseigne que Mussolini lui-même (qui le connaissait depuis 1906, quand tous deux étaient maîtres d'école) l'appelait « le Kaiser de Modène ». Entre les guerres des Balkans et la révolution russe, il fut à la fois secrétaire de la Chambre du Travail, secrétaire de la Fédération socialiste provinciale de Modène et directeur de la revue socialiste Il Domani (litt. le Lendemain).
En juillet 1917, nommé membre du Comité directeur et vice-secrétaire du Parti socialiste italien (PSI), Bombacci aida le secrétaire Costantino Lazzari à rédiger ses circulaires adressées aux sections du parti et seconda le directeur de la revue socialiste Giacinto Menotti Serrati dans ses efforts de conquête du mouvement ouvrier par le courant socialiste maximaliste.
En 1918, après l'arrestation de Lazzari en janvier et de Serrati en mai, il se retrouva quasiment seul à la tête du parti. Lui-même, arrêté pour défaitisme en janvier, puis mis en jugement en liberté, il fut finalement incarcéré le 31 octobre 1918, mais relâché dès le 20 novembre.
Partisan d'une politique clairement antiréformiste, il centralisa et verticalisa tout le socialisme italien : les fédérations provinciales du parti et le groupe parlementaire socialiste (GPS) dépendaient désormais directement de la direction du PSI, à laquelle furent rattachées y compris les organisations syndicales et les coopératives rouges.
En octobre 1919, il rédigea en compagnie de Serrati, Gennari et Salvadori le programme de la fraction maximaliste, victorieuse au XVIe Congrès national du Parti socialiste italien qui se tint à Bologne du 5 au 8 octobre 1919: élu secrétaire du parti (le 11 octobre 1919) et, le mois suivant, lors des premières élections politiques générales de l'après-guerre (le 16 novembre 1919), élu député à la Chambre des députés du royaume d'Italie pour la circonscription de Bologne avec plus de cent mille voix, il fut l'une des figures les plus puissantes et les plus visibles du socialisme maximaliste au cours du biennio rosso.
En janvier 1920, il présenta un projet d'instauration de soviets en Italie, lequel projet, s'il ne rencontra que peu d'approbation et recueillit de nombreuses critiques, contribua néanmoins à ouvrir un vif débat théorique dans les organes de presse du parti. En avril, il sera le premier socialiste italien à rencontrer des représentants bolchéviques à Copenhague, et en été de cette année fera partie de la délégation italienne qui se rendit dans la Russie soviétique, participant même au IIe Congrès de l'Internationale communiste.
Fondateur, à l'automne 1920, conjointement avec Antonio Gramsci, Amadeo Bordiga, Egidio Gennari et Antonio Graziadei, de la Fraction communiste, en plus d'être directeur de la revue Il Comunista, il opta résolument, lors du XVIIe Congrès national du PSI à Livourne en janvier 1921, pour la scission, et fut l'un des fondateurs du Parti communiste d'Italie (PCd'I), section italienne de la IIIe Internationale, au sein duquel il devint membre du Comité central.

### Les années communistes (1921 – 1927)
Réélu député lors des élections politiques générales au printemps 1921 pour la circonscription de Trieste, mais n'ayant aucun de ses propres courants représentés dans le nouveau parti, Bombacci se retrouva en fait plutôt isolé aux côtés d'une part du groupe des collaborateurs de la revue l'Ordino Nuovo, savoir Gramsci, Togliatti, Terracini et Tasca, et d'autre part des tenants de l'abstentionnisme stratégique de Bordiga. Il se situait, avec Francesco Misiano, dans l'aile droite du PCd'I, inclinant à un rapprochement avec les maximalistes et adversaire du parti sectaire et très idéologisé tel que voulu par Bordiga.
Il fut bientôt exclu des instances de direction du PCI, à commencer par le Comité central du parti. La polémique parvint jusque dans les hautes sphères soviétiques lorsque, en novembre 1923, le Comité exécutif du PCI décida unilatéralement de l'expulser sans en référer à l'Internationale communiste. Bombacci, alors secrétaire du groupe parlementaire communiste, fut accusé d'avoir évoqué une possible union des deux révolutions – celle bolchévique et celle fasciste – dans une intervention à la Chambre des députés le 30 novembre 1923. Il n'avait pourtant fait rien autre chose que proposer, sur indication de l'ambassadeur russe en Italie, Jordanskij, un traité économique italo-russe, au demeurant fortement souhaité par le Kremlin. En janvier 1924, Bombacci fut donc appelé à Moscou, où il représenta la délégation italienne aux funérailles de Lénine : Grigori Zinoviev décida sa réintégration dans le PCI, dont les rangs avaient du reste été décimés dans les derniers mois par la campagne d'arrestations décrétée par le gouvernement fasciste de Mussolini.
À son retour en Italie, Bombacci commença à travailler à l'ambassade soviétique à Rome, au service du commerce et de la diplomatie soviétiques. En 1925, il fonda la revue L'Italo-Russa, peu diffusée, puis une société d'import-export homonyme, qui n'eurent toutes deux qu'une existence éphémère. Souvent accusé d'avoir voulu favoriser une alliance des révolutions bolchévique et fasciste, il est définitivement exclu du Parti communiste en 1926. Son expulsion est sanctionnée par un laconique communiqué publié dans un numéro de l'Unità : « Nicola Bombacci est expulsé du parti communiste d'Italie pour cause d'indignité politique ».

### La période d'inactivité politique et le rapprochement avec le fascisme
Dans les années du silence, Bombacci continua de vivre à Rome avec sa famille, alors qu'il semble que la collaboration avec l'ambassade soviétique ne se soit pas prolongée au-delà de 1930. Les besoins économiques et la maladie grave dont souffrait son fils Wladimiro et qui nécessitait de coûteux traitements, le portèrent à solliciter de l'aide auprès de haut-placés du régime fasciste qu'il connaissait d'auparavant : Leandro Arpinati, Dino Grandi, Edmondo Rossoni, et enfin Benito Mussolini lui-même, avec qui il avait eu des rapports politiques au cours de la période giolittienne (1901-1914). Le Duce lui octroya quelques subsides en argent pour les traitements de son fils, et lui procura un emploi à l'Institut de Cinématographie éducative de la Société des Nations à Rome.
À partir de 1933, Bombacci se rapproche de plus en plus clairement du fascisme, jusqu'à y adhérer pleinement après 1935. Mussolini l'autorise début 1936 à fonder la Verità, revue politique alignée sur les positions du régime, laquelle revue durera – abstraction faite de quelques interruptions dues à l'opposition des tenants d'un fascisme intransigeant, Roberto Farinacci et Achille Starace – jusqu'à juillet 1943, et à laquelle collaborent d'anciens socialistes, tels qu'Alberto et Mario Malatesta, Ezio Riboldi, Arturo Labriola, Walter Mocchi, Giovanni et Renato Bitelli et Angelo Scucchia,.

### L'adhésion à la République sociale italienne
« Camarades ! Regardez-moi en face, camarades ! Vous vous demandez si je suis le même agitateur socialiste, le fondateur du Parti communiste, l’ami de Lénine que j’ai été pendant un temps. Eh bien oui messieurs, je suis toujours le même ! Je n’ai pas renié les idéaux pour lesquels j’ai lutté et pour lesquels je lutterai toujours. J’étais aux côtés de Lénine lors des journées radieuses de la révolution, je croyais que le bolchévisme était à l’avant-garde du triomphe ouvrier, mais par la suite je me suis rendu compte de mon illusion. »

— Gênes, le 15 mars 1945, discours à l’adresse des Chemises noires
C'est en fait après la fondation de la République sociale italienne que Bombacci reprend vraiment du service politique. Il s'engage alors nettement en faveur du « second fascisme », publiant plusieurs brochures qui dénoncent les dangers du bolchévisme et la vraie nature du stalinisme. Il participe au congrès de Vérone de novembre 1943, qui constitue le véritable acte de fondation de la RSI. Entre septembre 1944 et mars 1945, Bombacci, réactivant ses contacts dans le monde ouvrier du Nord de l'Italie, va tenir de nombreuses réunions sur les places publiques pour renforcer le soutien populaire au « fascisme révolutionnaire ».
C'est à lui qu'est attribué le projet de socialisation des entreprises et des moyens de production, dont la propagande du fascisme républicain devait notoirement faire la promotion et qui fut approuvé par le conseil des ministres de la RSI en février 1944.

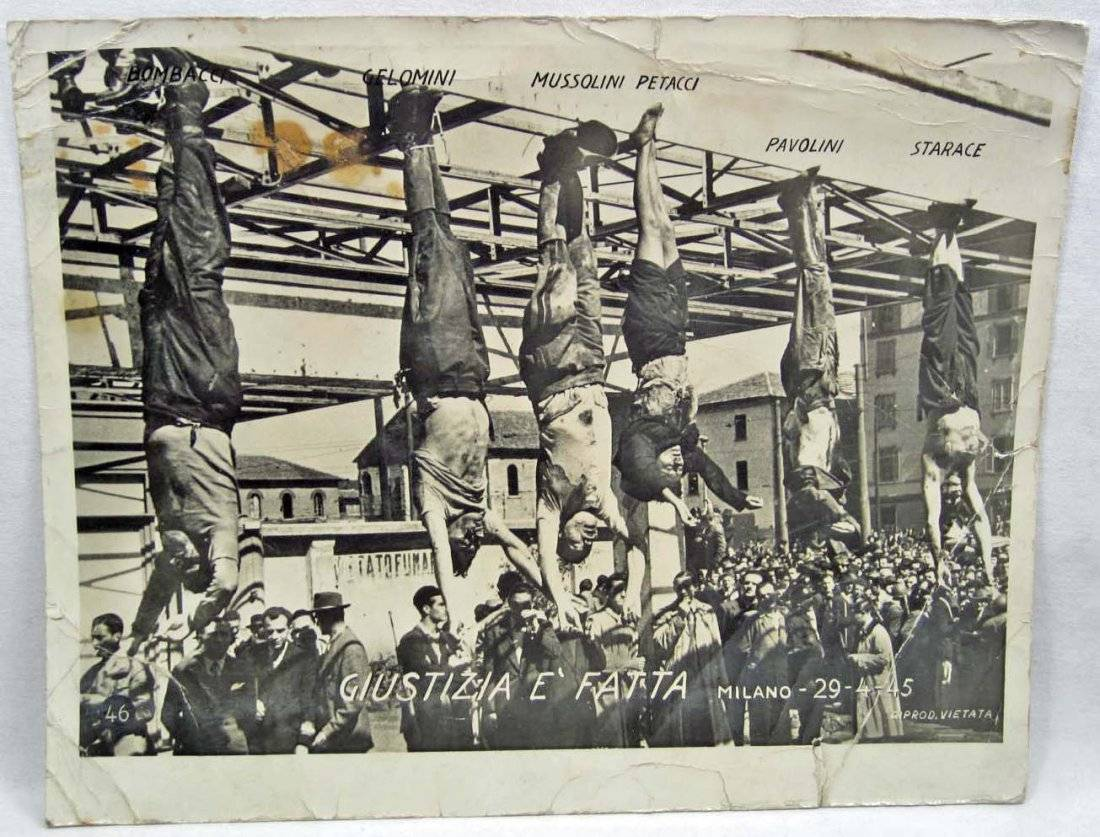
Dépouilles exposées à Milan le 29 avril 1945 : de gauche à droite, Nicola Bombacci, Gelomini, Benito Mussolini, Clara Petacci, Alessandro Pavolini et Achille Starace.

Bombacci reste fidèle à Mussolini jusqu'à la fin. Il est capturé en même temps que lui, puisqu'il circule dans la même voiture. Il est fusillé, avec le chef du fascisme et certains hiérarques, sur les rives du lac de Côme le 28 avril 1945. Au moment d'être fusillé, alors que ses compagnons d'infortune, sur le point d'être exécutés comme lui, criaient « Vive l'Italie ! », ses dernières paroles furent : « Vive le socialisme ! ». Le lendemain, la dépouille de Bombacci est pendue par les pieds à l'auvent de la station-service de piazzale Loreto à Milan, à côté de Mussolini, de Clara Petacci, d'Alessandro Pavolini, d'Achille Starace et d'une quinzaine d'autres hiérarques. Au dessus de la dépouille de Bombacci est accroché un écriteau sur lequel on lit Supertraditore (« Supertraître »).

## Ouvrages et articles rédigés par N. Bombacci
- Per la Costituzione dei Soviet. Relazione presentata al Congresso Nazionale, Pistoia, Tipografia F.lli Cialdini, 1920.
- Le vere memorie di Nicola Bombacci, sous le pseudonyme de Friedland, Bologne, Cooperativa Grafica fra ex combattenti, 1923.
- Il mio pensiero sul bolscevismo, Rome, revue La Verità, 1941.
- I contadini nella Russia di Stalin, Roma, Novissima, 1942.
- Lavoratori ascoltate. Questo è il bolscevismo, Rome, s.n., 1942.
- Paradiso o inferno? Vita quotidiana nell'U.R.S.S., Rome, La Verità, 1942.
- I contadini nell'Italia di Mussolini, Rome, s.n., 1943.
- Dove va la Russia? (Dal comunismo al panslavismo), Padoue, Minerva, 1944.
- Questo è il comunismo, Venise, maison d'éd. des Edizioni popolari, 1944.